# سیارک ۵۲۹۴
سیارک ۵۲۹۴ (به انگلیسی: 5294 Onnetoh، نامگذاری:1991CB) پنج هزار و دویست و نود و چهارمین سیارک کشف شده‌است که در ۳ فوریه ۱۹۹۱ کشف شد.
قدر مطلق سیارک برابر ۱۱٫۸۰ است.